# 1982 en photographie
| Années de la photographie : 1979 - 1980 - 1981 - 1982 - 1983 - 1984 - 1985    |
| Décennies de la photographie : 1950 - 1960 - 1970 - 1980 - 1990 - 2000 - 2010 |

Cet article présente les faits marquants de l'année 1982 en photographie.

## Événements
- Création en Afrique du Sud  de l'agence Afrapix par les photographes Cedric Nunn, Paul Weinberg, Lesley Lawson, Zubeida Vallie, Peter Mackenzie et Omar Badsha : elle  regroupe des photographes amateurs et professionnels qui s'opposent à l'apartheid[1].
- Alain Desvergnes, directeur des Rencontres internationales de la photographie d'Arles, crée avec Lucien Clergue et Maryse Cordesse l'École nationale de la photographie d'Arles, dont il est le premier directeur[2], poste qu'il occupe pendant seize ans jusqu'en 1998.
- Fondation en France à Paris du Centre national de la photographie par le ministère de la Culture. Son premier directeur, Robert Delpire, y créé cette même année la collection Photo Poche consacrée à l' « histoire de la photographie à travers ses grands maîtres »[3].
- Création du Centre régional de la photographie (CRP) dans le département du Nord en France.
- Lancement en France de la revue Photographies par l'historien de l'artJean-François Chevrier[4]
- Philip Glass compose The Photographer, pièce de théâtre musical inspirée par la vie et les travaux du photographe Eadweard Muybridge.
- Commercialisation par Nikon du Nikon FM2, appareil photographique reflex mono-objectif de format 35 mm, qui succède au Nikon FM.
- Commercialisation du Holga 120, un appareil photographique bon marché à Hong Kong ; il prend des photos moyen format et le film se présente sous forme d'une simple bobine (par opposition au format 35 mm, qui est contenu dans une cartouche l'abritant de la lumière)[5].

## Livres de photographies
- Pierre de Fenoÿl (dir.), Chefs-d'œuvre des photographes anonymes au XIXe siècle, Paris, Hachette, 203 p.  (ISBN 2-85108-303-1).
- Grey Villet, texte de Barbara Villet, Blood River : The passionate saga of South Africa's Afrikaners and of life in their embattled land, New York, Everest House  (ISBN 0-89696-034-X).
- Bernard Pierre Wolff, En Inde, Paris, éditions du Chêne/Hachette  (ISBN 2-85108-300-7).

## Films sur la photographie
- Agnès Varda, Ulysse, film documentaire ; à partir d'une photographie qu'elle a faite en 1954 (au bord de la mer, une chèvre, un enfant et un homme), Agnès Varda explore la mémoire, l’imaginaire et le réel.

## Études, essais, articles
- Roland Barthes, « Le message photographique », dans L'obvie et l'obtus. Essais critiques III, Paris, Le Seuil, 1982, p. 9-24.
- Jean-François Chevrier, Proust et la photographie, Paris, éditions de L’Étoile, 1982, 115 p.  (ISBN 2-86642-002-0) ; ; avec des photographies de Pierre de Fenoÿl et Holger Trülzsch.
- Denis Roche, La Disparition des lucioles : réflexions sur l'acte photographique, Paris, Éditions de l'Étoile, coll. « Écrit sur l'image », 189 p.  (ISBN 2-86642-003-9).
- André Rouillé (préf. Jean-Claude Lemagny), L'Empire de la photographie : photographie et pouvoir bourgeois, 1839-1870, Paris, Le Sycomore, 212 p. (ISBN 2-86262-123-4).

## Expositions
- 19 juin - 29 août : Gotthard Schuh : Photographien aus den Jahren 1929-1963, Kunsthaus, Zürich.
- 10 juillet - 7 août : Photographier le théâtre, Festival d'Avignon ; photographies de Birgit, Claude Bricage, Luigi Ciminaghi, Martine Franck, Lyu Hanabusa, Mitsutoshi Hanaga et Nicolas Treatt[6].
- 16 juillet - 10 octobre : Le Cliché-verre : Corot et la gravure diaphane, Musée d'art et d'histoire, Cabinet des estampes, Genève.
- septembre 1982 : Paul Senn. Bilder aus der Schweiz, Kunstmuseum, Berne[7].
- 29 septembre - 21 novembre : La Photographie contemporaine en Amérique latine, Musée national d'Art moderne (Centre Georges-Pompidou), Paris.
- 14 octobre - 19 novembre : La Photographie artistique en Allemagne vers 1900, Goethe Institut, Paris.
- 27 octobre – 24 décembre 1982 : Puyo et la révolte pictorialiste, Bibliothèque Forney, Paris ; exposition dans le cadre du Mois de la photo[8].
- 5 novembre - 29 janvier 1983 : Paris 1950 : photographié par le Groupe des XV, Bibliothèque historique de la ville de Paris ; exposition dans le cadre du Mois de la photo.
- 9 novembre - 9 janvier 1983 : Duane Michals : photographies de 1958 à 1982, Musée d'Art moderne de Paris[9].
- 22 novembre - 10 décembre 1982 : Erwin Blumenfeld. Photographies de mode 1940-1950, Le Consortium, Dijon[10].
- 25 novembre - 23 janvier 1983 : Étienne Carjat : 1828-1906, photographe, Musée Carnavalet, Paris[11].
- 2 décembre - 23 janvier 1983 : Atelier Man Ray : Berenice Abbott, Jacques-André Boiffard, Bill Brandt, Lee Miller. 1920-1935,  Musée national d'Art moderne (Centre Georges-Pompidou), Paris.
- 7 décembre 1982 - 20 février 1983 : Registro fotográfico de Marc Ferrez : da construção da Av. Rio Branco, 1903-1906, Museu nacional de belas artes (MNBA), Rio de Janeiro[12].
- The Era of the French calotype, George Eastman House, Rochester ; commissariat d'exposition : Janet E. Buerger.
- Robert Doisneau. Portraits. Exposition itinérante en France, organisée par la Fondation nationale de la photographie.

## Festivals et congrès photographiques
- 4 juillet-21 août : 13e Rencontres de la photographie d'Arles[13],[14].
- novembre : 2e Mois de la photo à Paris[15].

## Prix et récompenses
- Grand Prix national de la photographie : André Kertész.
- Prix Niépce : non décerné.
- Prix Nadar : Ulrich Keller et Gunther Sander, August Sander. Hommes du XXe siècle : portraits photographiques, 1892-1952, Paris, Chêne, Hachette (ISBN 2-85108-280-9).
- Grand prix Paris Match du photojournalisme : Gilles Ouaki, France, l’attentat de la rue des Rosiers.
- Prix Kodak de la critique photographique, 2e prix ex æquo : Dominique Bollinger, Philippe de Croix, Miguel Rio Branco.
- Prix Oskar-Barnack : Wendy Watriss (en).
- Médaille David-Octavius-Hill : non décernée.
- Prix Erich-Salomon : Fondation World Press Photo (Pays-Bas).
- Prix culturel de la Société allemande de photographie : Eliot Porter et Reinhart Wolf.
- Prix Robert Capa Gold Medal : James Nachtwey, photographies du Liban pour Time.
- Prix Pulitzer :
  - Prix Pulitzer de la photographie d'article de fond : John H. White, du Chicago Sun-Times, pour son travail de photographe.
  - Pulitzer Prize for Spot News Photography : Ronald Edmonds, Associated Press, pour sa couverture de la tentative d'assassinat de Ronald Reagan.
- Prix Ansel-Adams : non attribué.
- Prix W. Eugene Smith : Sebastião Salgado.
- Prix de la Société de photographie du Japon / prix annuel : Yoshino Ōishi / espoirs : Manabu Miyazaki, Masaaki Nakagawa / contributions remarquables : Shigeru Tamura.
- Prix Kimura Ihei : Keizō Kitajima.
- Prix Ina-Nobuo : Shinzō Hanabusa et Shisei Kuwabara.
- Prix Ken-Domon : Tadao Mitome.
- World Press Photo de l'année : Manuel Pérez Barriopedro pour sa photographie du 23 février 1981 lors de la tentative de coup d'état en espagne (le lieutenant-colonel Antonio Tejero prend la parole, un pistolet à la main, devant le Congrès des députés, prenant en otage le gouvernement et les députés).
- Médaille du progrès de la Royal Photographic Society : Sue Davies.
- Prix international de la Fondation Hasselblad : Henri Cartier-Bresson.

## Naissances
- 22 janvier : Salma Khalil, artiste et photographe tchadienne.
- 23 avril : Dmitry Markov, photographe documentaire et journaliste russe, mort le 16 février 2024.
- 10 juillet : Leila Alaoui, photographe et vidéaste franco-marocaine, morte le 18 janvier 2016.
- 18 septembre : Alberto Campi, photo-reporter italien.
- 3 novembre : Johnson Sabin,  photojournaliste haïtien.
- Date précise inconnue ou non renseignée :
  - Joi Arcand, photographe canadienne de la nation crie.
  - Pauline Beugnies : photojournaliste et cinéaste documentaire belge.
  - Talia Chetrit, artiste et photographe américaine.
  - Céline Croze, photographe franco-marocaine, lauréate du Prix Nadar Gens d'images en 2022.
  - Mame-Diarra Niang, photographe et plasticienne française.
  - LaToya Ruby Frazier, artiste américaine, photographe et professeure de photographie à l'École de l'Art Institute of Chicago.
  - Jon Henry, photographe américain.
  - Anastasia Roudenko, photographe photojournaliste russe.

## Décès
- 25 février : Christian Schad, peintre et photographe allemand, lié au mouvement artistique de la Nouvelle objectivité (Neue Sachlichkeit), né le 21 août 1894.
- 27 avril : André Louis Guillaume, architecte français, photographe, affecté de 1945 à 1948 au service photographique dépendant du ministère de la Reconstruction et de l'Urbanisme (MRU), né le 2 juin 1903.
- 17 mai : Assia Granatouroff, mannequin française d'origine ukrainienne, modèle de nu de nombreux photographes en France dans l'entre-deux-guerres, née le 6 octobre 1911.
- 22 juin : Yvonne Chevalier, photographe française, née le 18 janvier 1899.
- 24 juillet : Florence Henri, photographe et artiste franco-suisse, active en France, en Allemagne et aux États-Unis, née le 28 juin 1893.
- 7 novembre : Léo Mirkine, photographe de plateau français d'origine russe, né le 9 juillet 1910.
- Date précise inconnue ou non renseignée :
  - Ivan Chaguine, photographe russe, né en 1904.

## Célébrations
Centenaire de naissance
- Nikolaï Andreïev
- Yaakov Ben-Dov
- Paul Bunel
- Georges Chevalier
- Walther Dobbertin
- Edwin Harleston
- Alvin Langdon Coburn
- Frank-Henri Jullien
- Milton Manákia
- Aitarō Masuko
- Charles E. Mees
- Ugo Pellis
- Richard Throssel
- Doris Ulmann

Centenaire de décès
- Bertall
- Pietro Boyesen
- Adolphe Dallemagne
- Henry Draper
- John William Draper
- Alexander Gardner
- Alberto Henschel
- Henri Le Secq
- John Dillwyn Llewelyn
- Luis Léon Masson
- Désiré van Monckhoven
- Carlo Naya
- Timothy O'Sullivan
- Alphonse Poitevin
- Louis-Rémy Robert
- Giacomo Rossetti